# Anne de Hongrie
 (juillet 2013).
Anne (1260-1281) est la fille d'Étienne V de Hongrie (1239-1272) et d'Élisabeth la Coumane (1240-1290).
Elle épouse en 1272 Andronic II Paléologue (1259-1332), et même si le mariage est arrangé, les deux époux sont très amoureux et Anne tombe très vite enceinte. Elle accouche bientôt d'un garçon appelé Michel qui deviendra Michel IX Paléologue, empereur byzantin de 1294 à 1320. Quelques années plus tard naît un deuxième enfant : Constantin.
Le couple vit heureux, mais Anne meurt jeune, en 1281.
Andronic II Paléologue est très affecté par le décès de son épouse, mais il se remarie quand même avec Yolande de Montferrat qui lui donne quatre enfants.